# 索南·旺菲·萊登拉

索南·旺菲·萊登拉

索南·旺菲·萊登拉（藏語：བསོད་ནམས་དབང་འཕེལ་ལེགས་ལྡན་，威利转写：bSod nams dbang 'phel Legs ldan lags，1876年6月16日—1936年12月26日），簡稱萊登拉（藏語：ལེགས་ལྡན་ལགས་，威利转写：Legs ldan lags），又譯為萊頓納、萊登勞，陸興祺編《西藏交涉紀要》譯為連顛，劉曼卿著《康藏軺征》譯為聯典。他是錫金大吉嶺皇家警察局的警官。由於他的英語與藏語流利，他多次參與英屬印度與西藏之間的交涉，負責翻譯和聯絡。他參與的涉藏事件包括木龍年戰爭、第一次驅漢事件、西姆拉會議、創建西藏警察、捲入政變陰謀、調解藏尼糾紛等。他也是攝影愛好者與翻譯家。

## 家庭
他於1876年6月16日出生于錫金大吉嶺菩提亞族一個喇嘛的家庭，陸興祺說他的父親是雲南人，入藏經商，自稱藏人，母親是錫金人。他的父母早亡，姑父烏顏嘉措喇嘛與姑母阿尼確吉收養了他。烏顏嘉措曾協助薩拉特·錢德拉·達斯從扎什倫布寺取得護照進入西藏。

## 生平

### 早年生活
他是大吉嶺地區第一個接受西式教育的年輕人，又深受錫金的藏文化影響。他最初在錫金佩林镇貝瑪揚澤寺中當沙彌學習寧瑪派傳承，後來到大吉嶺和英國男孩一起接受耶穌會教士的教育，同時也在古姆寺學習格魯派傳承。

### 參與涉藏工作

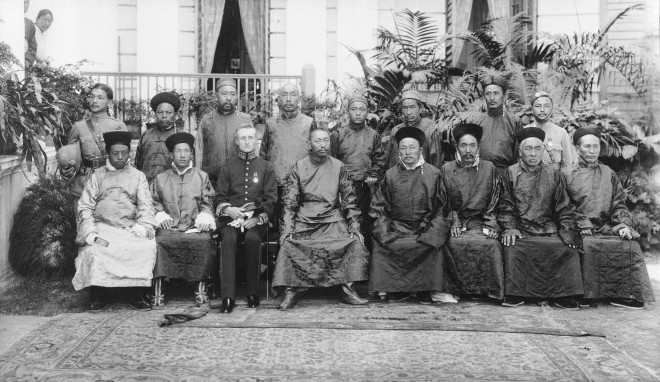
1910年在加爾各答與第十三世達賴喇嘛等人合照。萊登拉是後排最左邊第一個。

他畢業後的第一個工作是大吉嶺英印政府出版社的排字學徒。這是一家專門為支持藏學家薩拉特·錢德拉·達斯出版藏文字典而成立的出版社，創立古姆寺的喜饒嘉措喇嘛指導他工作。他1898年成為大吉嶺皇家警察局的警官，在當地人是第一次。1903年12月至1904年12月，他成為榮赫鵬西藏使團的成員到西藏。1905年11月至1906年1月，他作為翻譯和聯絡官，陪同來印度的第九世班禪一行參觀了印度許多佛教聖地，會見了印度總督明托伯爵及英國威爾士親王（後來的喬治五世）。1910年第十三世達賴喇嘛出走到印度，他作為聯絡官全程陪同。1912年他奉命前往西藏，協助促使前清駐藏軍隊撤出拉薩的談判，但途中被迫停在江孜。1912年達賴喇嘛返回西藏，倫欽夏札希望英國派遣衛隊護送遭拒，轉而要求英國派一位官員陪同回拉薩，英印政府決定派萊登拉隨行。1913年他全程陪同西藏首次派遣的四位貴族子弟到英國學習。1914年6月21日至7月21日期間，他在西姆拉會議擔任藏方翻譯。1920年11月至1921年10月，他陪同駐錫金政務官查爾斯·阿爾弗雷德·貝爾訪問拉薩。1923年9月至1924年10月，他奉派為西藏政府組建警察部隊（他此時具有雙重身份，既是英印政府官員，又因在西藏政府任警察總監，有札薩的頭銜:122,134）。

### 捲入政變陰謀
由於西藏警察的薪水是藏軍的兩倍，引起軍人不滿，1924年5月發生衝突，一位警察被刺死。萊登拉身為警察總監，建議藏軍總司令擦絨·達桑占堆嚴懲兇手，達桑占堆將主兇斷腿，幫凶割耳，違反了達賴喇嘛禁用酷刑的命令，主兇不久傷重而死。達賴喇嘛下令調查，引起軍隊不安。:121-125藏學家亚历克斯·麦凯（Alex McKay）在其著作中認為駐錫金政務官弗雷德里克·馬士曼·貝里與達桑占堆合謀剝奪第十三世達賴喇嘛的政治權力，萊登拉是聯絡人。萊登拉的孫女夫婦撰文反駁，指此說法缺乏客觀證據，只是一面之辭。雖然事件真相並無定論，但是達桑占堆因此失去達賴喇嘛的信任而失勢。:133

### 調解藏尼糾紛
1929年秋，一個叫杰波夏爾巴（Gyalpo Sherpa）的人從西藏監獄里逃出來，並躲進尼泊爾駐拉薩代表處避難。他自稱是尼泊爾臣民，18個月前他被西藏政府逮捕入獄。西藏當局認為他實際上是西藏人，在要求代表處交人未果後，藏軍總司令龍廈指揮藏軍闖進了尼泊爾代表處，強行逮捕了杰波。尼泊爾王向西藏的司倫提出了強烈的抗議，要求道歉和交出杰波。西藏的司倫說他們有正當理由采取這樣的行動。杰波第二次被捕後受嚴厲的鞭打致死，事態隨之惡化。尼泊爾威脅開戰，而西藏也積極備戰。1930年2月至5月萊登拉奉派前往拉薩調解藏尼糾紛。經過萊登拉與達賴喇嘛數次會談後，藏方向尼泊爾書面道歉。藏尼糾紛最後和平解決。學界對於他此行評價兩極，英印政府與黎吉生認為他改善了英藏之間關係，大衛·麥克唐納、亚历克斯·麦凯、陸興祺等人則認為他無功而返。
藏尼糾紛結束後，他促成西藏政府邀請駐錫金政務官維爾中校訪問拉薩，並於1930年8月陪同維爾訪問拉薩。亚历克斯·麦凯認為這是“英藏關系向好的方向轉變的轉折點”。他因此獲頒大英帝國司令勳章。他於1931年從警察職務退休。

### 業餘活動
在工作之餘，他用相機與攝影機紀錄了各種儀式，重要習俗以及藏人活動。英國電影協會國家檔案館收藏了他1930年在西藏拍攝的一些影片。除了在英印政府與西藏之間擔任中間人之外，他也是錫金菩提亞人社區的領袖人物，積極參與大吉嶺的社區事務。他是一名虔誠的佛教徒，出錢出力支持當地的佛教寺院和當地的社會事務。1934年尼泊爾-比哈爾地震後，他出資修復地震中受損的古姆寺。他與兩位喇嘛合作將蓮花生大士的著作翻成英文，由牛津大學出版社出版。他於1936年12月26日逝于噶倫堡。

## 傳記
他的孫女德吉·羅德及其丈夫尼古拉斯於2006年出版了他的傳記《A man of the frontier, S. W. Laden La (1876-1936): his life & times in Darjeeling and Tibet》（《邊疆人物S. W. 萊登拉（1876-1936年）的生平及他在大吉嶺和西藏的歲月》）。

## 榮譽與紀念
他獲頒大英帝國司令勳章，他也是皇家地理學會院士。1912年2月，第十三世達賴喇嘛贈送給他（以及貝爾與大衛·麥克唐納）一枚特製的金質獎章，感謝他的服務。大吉嶺至今有一條主要道路命名為「萊登拉路」以紀念他。

## 註解
1. ↑  藏文詞尾「lags」（中譯「拉」）是尊稱[2]，並非其名字的一部分，但是英文最常用的稱呼是Laden La「萊登拉」。例如其孫女所著傳記的書名《A man of the frontier, S. W. Laden La (1876-1936)》與大吉嶺紀念他的道路Laden La Road都稱他為Laden La。